# Гулден
Гулден је енглески превод холандског и немачког гулден, оригинално скраћено од средњевисоконемачког guldin pfenninc што значи златни пени. Ово је био термин који је постао актуелан у јужним и западним деловима Светог римског царства за Фиорин (уведен 1252). Стога је име често било заменљиво са флорином (знак валуте ƒ или fl.).
Гулден је такође назив за неколико валута које се користе у Европи и бившим колонијама Холандског царства.

## Златни гулден
Гулден или гулден је био назив за неколико златника коришћених током Светог римског царства. Први пут се односио на италијански златни флорин уведен у 13. веку. Тада се односило на Ренски гулден (florenus Rhen) који је ковало неколико држава Светог римског царства из 14. века. Ренски гулден су издали Трир, Келн и Мајнц у 14. и 15. веку. Базел је ковао сопствени Apfelgulden између 1429. и 1509. године. Берн и Солотурн су уследили 1480-их, Фрибург 1509. и Цирих 1510. године, а други градови у 17. веку.
Reichsmünzordnung или царска уредба о ковању Светог римског царства је први пут дефинисала стандарде за Рајнски гулден (Rheinischer Gulden)) 1524. године. Такође је дефинисао сребрни guldengroschen једнаке вредности као и гулден. : 363-367 : 364-365 
Стандарди Ренског гулдена су се мењали током векова, и то: : 19  : 364-365 
- 1354. кован је1⁄66 Келнска златна марка, 231⁄4 карата; дакле 343 g (12,1 oz) финог злата, или идентично фирентинском флорину.
- До 1419. кован је1⁄67 до марке, 19 карата; дакле 276 grams (8,9 troy ounces) финог злата.
- До Reichsmünzordnung 1559. кован је1⁄72 до марке, 181⁄2 карата; дакле 250 grams (8,0 troy ounces) чистог злата.

## Валута гулден
Са све више стандардизованим валутама у раном модерном периоду, гулден или гулден је постао термин за различите ране модерне и модерне валуте, невезане од стварних златника. Холандски гулден се први пут појавио као валута бургундске Холандије након монетарних реформи из 1435. под Филипом Добрим. 0 Остала је национална валута Холандије све док је није заменио евро 1. јануара 2002. године.
Reichsmünzordnung из 1524. дефинисао је фиксне стандарде за златни Ренски гулден и Гулденгрошен једнаке вредности. До 1551. године, међутим, оба новчића су процењена на 72 кројцера, а дефинисана је нова валутна јединица гулдена од 60 кројцера.364-365 Последњи гулден је затим дефинисан током наредних векова као валутна јединица вредна делић сребрног рајхсталера.
Аустроугарска и Баварска су се 1753. године сложиле са монетарним стандардом Конвенције, што је резултирало у два различито вреднована гулдена: аустроугарски флорин Аустријског царства од 1754. до 1892. и јужнонемачки гулден јужнонемачких држава од 1754. до немачке уједињење 1871. 
Валуте идентичне јужнонемачком гулдену укључују баварски гулден, баденски гулден и виртембершки гулден.
Данцишки гулден је био у употреби од 1923. до 1939. године.

## Валуте изведене из холандског гулдена
- Холандски индијски гулден је уведен 1602. на почетку Уједињене Источноиндијске компаније.
- Британски гвајански гулден је био у употреби у Британској Гвајани од 1796. до 1839. године.
- Холандски антилски гулден је био у употреби на Холандским Антилима до распада 2010. године. Након тога је остао валута нових земаља Курасао и Синт Мартен и (до 1. јануара 2011.) карипске Холандије.
- Суринамски гулден
- Холандија Новогвинејски гулден
- Карипски гулден је предложена валута за Курасао и Синт Мартен.